# 金澤文庫站

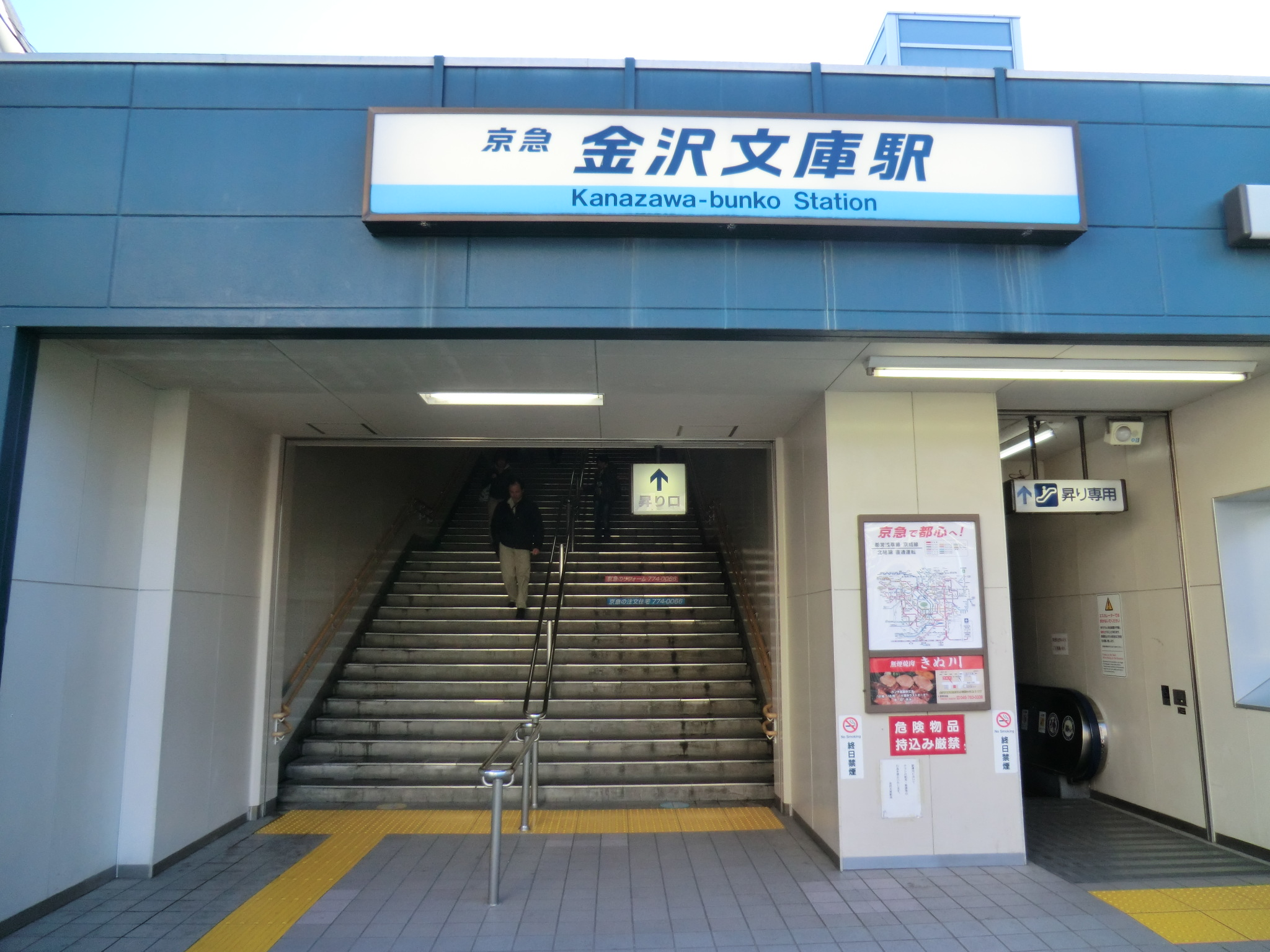
東口（2012年2月）

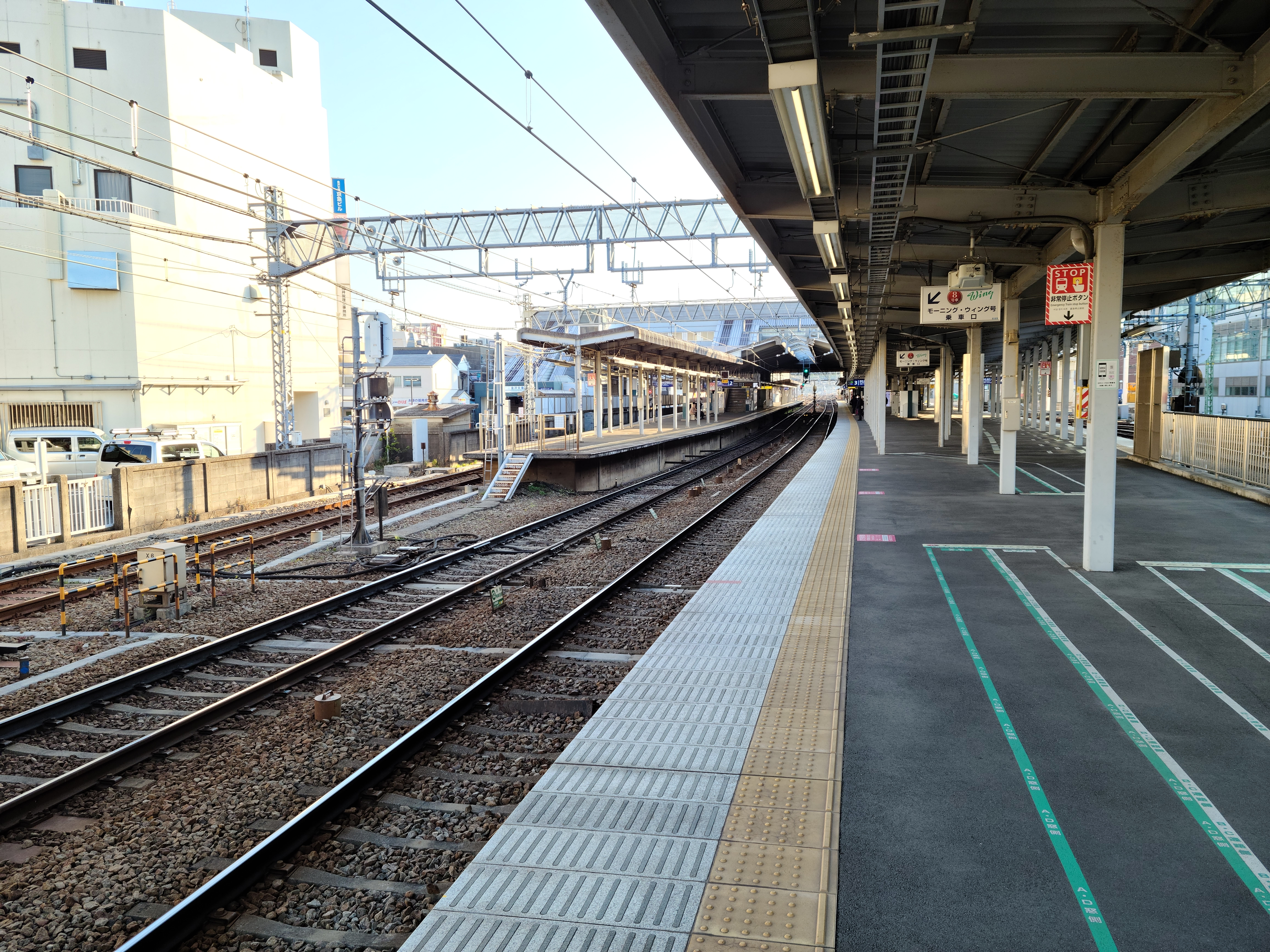
月台(2021年1月)

金澤文庫站（日语：／ Kanazawa-Bunko eki */?）是位於日本神奈川縣橫濱市金澤區谷津町，屬於京濱急行電鐵本線的鐵路車站。車站編號是KK49。京急的關係者與當地居民之間等稱作「文庫」。過去列車的方向幕一度純粹以「文庫」表示，不過近年增購的車輛不再簡略而使用「金澤文庫」表記。

## 年表
- 1930年（昭和5年）4月1日 - 車站啟用。
- 1941年（昭和16年）11月1日 - 湘南電氣鐵道與京濱電氣鐵道合併，為京濱電氣鐵道車站。
- 1942年（昭和17年）5月1日 - 京濱電氣鐵道與東京橫濱電鐵合併。為東京急行電鐵（大東急）車站。
- 1948年（昭和23年）6月1日 - 京濱急行電鐵成立，為京濱急行電鐵車站。
- 1980年（昭和55年）11月11日 - 改建為跨站式站房。
- 1999年（平成11年）7月31日 - 改點，廢止京急蒲田 - 新逗子間的急行。
- 2008年（平成20年）12月22日 - 導入進站音樂入。
- 2010年（平成22年）5月16日 - 改點，成為新設的機場急行停靠站。

## 車站結構
本站為地面車站，站房為跨站式站房。月台配置為雙島式月台，同時設置4條路軌。月台長度對應12輛編組。上行線往橫濱方向、浦賀方向皆有多條拖上線，供始發列車與並聯車輛待機使用。車站南方設有金澤檢車區，本站為該檢車區的出入站。身為本線列車的運行據點之一，在誤點等情況下有時會增開本站發車的臨時列車。本站除了有大量的列車解並聯、以及始發終停列車的設定，也有部分機場急行、普通電車在本站進行車輛交換。此時，原則上乘客可在同月台轉乘。另外，本站與南鄰的金澤八景站之間是京急唯一的複複線區間。
與京急川崎站等站一樣，金澤文庫站沒有自動廣播，都由站員或車掌進行。列車資訊顯示器設於月台階梯前。最初是京三製作所製造的翻轉式列車資訊顯示器（但通知欄與列車進站欄為LED式），但無法表示終停列車與替代列車。2016年3月下旬改為全彩LED式列車資訊顯示器。

### 站內設備
站內商店有2010年（平成22年）9月開幕的「31冰淇淋」與藥局「松本清」，以及超商「7-Eleven京急ST金澤文庫中央店」、配菜店「初音亭」、以布丁聞名的洋菓子店「Pastel Dessert」、生活雜貨「IT'S DEMO」、「肯德基」、京急不動產、麵包與咖啡店「VIE DE FRANCE」、燒賣「崎陽軒」、立食蕎麥麵店「えきめんや」等。
2006年（平成18年）2月下旬於上下月台各設一座電梯，東口、西口出入口各設一座電扶梯，同年3月18日啟用。之後2008年4月至5月於各階梯、電扶梯、剪票口前、廁所前、售票處前設置廣播裝置。2012年進行上行月台拓寬工程與電扶梯增設工程。

### 月台配置
| 月台 | 路線 | 方向 | 目的地                                                         |
| ---- | ---- | ---- | -------------------------------------------------------------- |
| 1、2 | 本線 | 下行 | 橫須賀中央、京急久里濱、浦賀、三浦海岸、逗子·葉山方向          |
| 3、4 | 本線 | 上行 | 橫濱、羽田機場、品川、新橋、日本橋、押上、京成本線、北總線方向 |

### 進站音樂
2008年（平成20年）12月22日起，金澤區出身、位於西口的「小田藥局」長男小田和正樂曲《MY HOME TOWN》成為本站進站音樂。

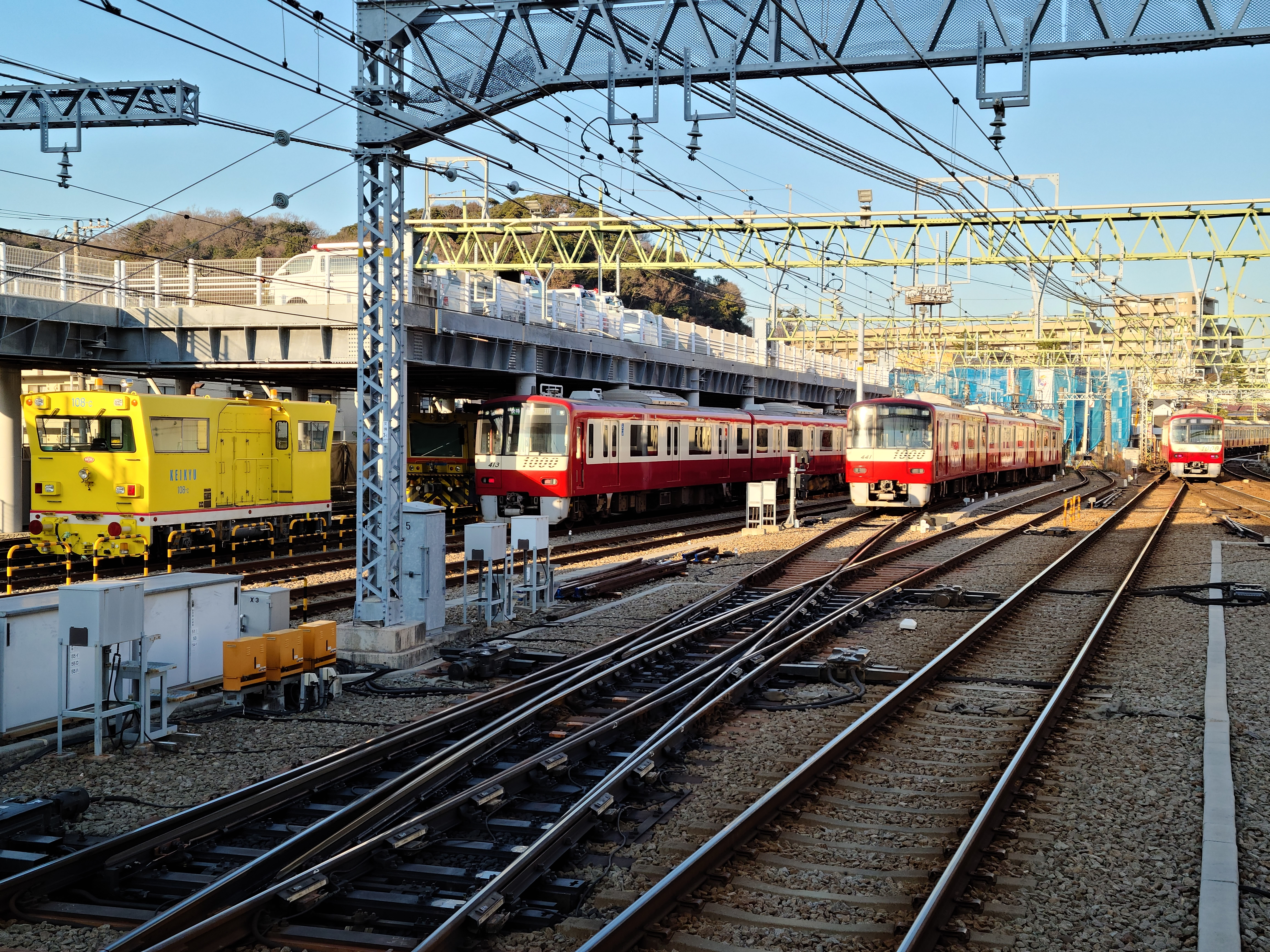
品川方的留置線（2021年1月）
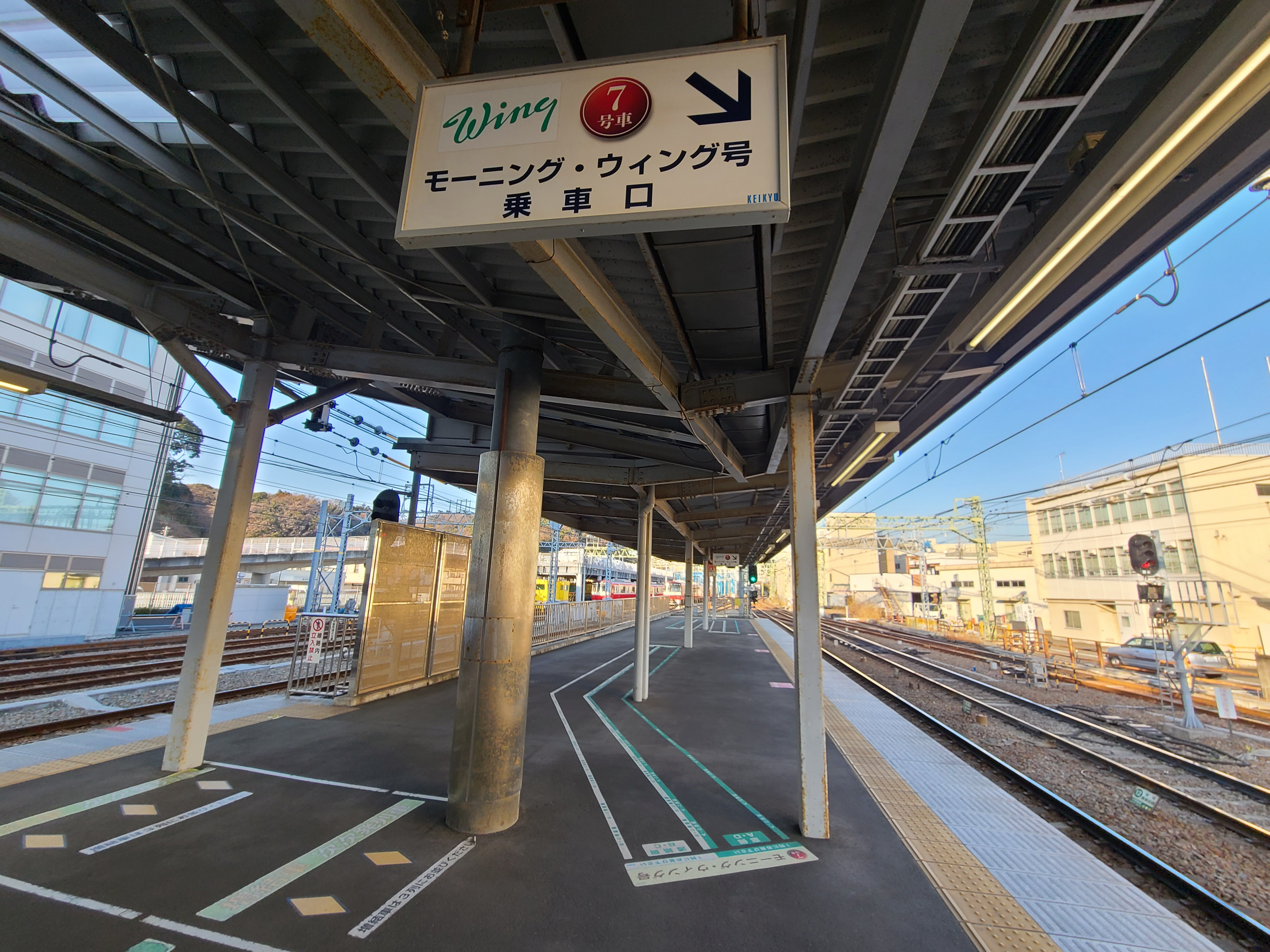
Morning Wing 號乘車口（2021年1月）

## 列車到發、待避
本站除了緩急接續外，也進行車輛解並聯以因應本站以南各月台無法對應12輛編組的情況。2010年5月15日以前解並聯十分常見，但現行時刻表已大幅減少。
上行快特、特急皆以八輛編組方式進站，但在平日尖峰時刻與夜間及週六早晨，許多班次會在此進行並聯以12輛編組繼續行駛。平日早晨尖峰時刻，特急在前部並聯，「B快特」在後部並聯。12輛編組的列車行駛到品川後，要往泉岳寺方向的列車會在品川解聯成8輛編組再繼續行駛。
基本上須待避的普通列車在4號線發車，不待避的普通列車在3號線發車。但平日傍晚至夜間，以及周六日早晨也有在3號線待避的列車。受到站內配線限制，基本上優等列車以八輛編組的形式進站，若需在後方並聯時於3號線發車，需在前方並聯時於4號線發車。
上行普通列車在平日早晨尖峰時段會先行至京急富岡，在該站等待後續的特急、快特通過。為舒緩同時段的上行普通列車人潮，本站普通列車會在特急到站前先發車。由於特急是在前方進行車輛並聯，因此是在4號線發車。另外，若有誤點或特急先到時，特急會在本站等待普通電車先行開往京急富岡。

### 平日早晨的優等列車
平日早晨的尖峰時刻，為整頓月台上等待搭乘上行優等列車並聯車輛的人潮，會將乘客分為三列排隊。由於特急在4號線品川方向、快特在3號線浦賀方向進行並聯，因此月台地面與屋頂下標有各輛並聯車輛的乘車位置。三列排隊從左起（3號線為右側）各列分別代表「本班列車」→「下班列車」→「下下班列車」，要搭乘並聯車輛的乘客在各乘車位置分為三列排隊以搭乘並聯車輛。
平日早晨尖峰時刻的上行快特在本站以前以特急運行，俗稱「B快特」。「B快特」中，7點30分至8點30分抵達橫濱站的六班列車，其先頭車是「女性專用車廂」，因此這些列車從本站發車時，3號線月台品川方向會使用交通錐加上「先頭車是女性專用車廂。」的標示提醒乘客。
下行特急列車至7點左右都是以八輛編組進站。這是由於神奈川新町站的下行月台有效長度僅可容納八輛編組所導致。

## 使用情況
2016年度1日平均上下車人次為70,204人。使用人數在京急線全部72個車站當中排行第6位，也是上大岡以南最多的車站。周邊是大規模的住宅區，有許多周邊居民使用。同時，沿岸部分有工業園區，因此也有許多通勤族。作為快特停靠站，本站乘客並不算多，但因快特、特急會在本站進行解並聯與緩急接續，因此有大量的站內轉乘人潮。
近年1日平均上下、上車人次推移如下表。
| 年度               | 1日平均 上下車人次 | 1日平均 上車人次 | 來源     |
| ------------------ | ------------------ | ---------------- | -------- |
| 1980年（昭和55年） | 50,893             | 25,047           |          |
| 1981年（昭和56年） |                    | 26,145           |          |
| 1982年（昭和57年） |                    | 26,773           |          |
| 1983年（昭和58年） |                    | 27,511           |          |
| 1984年（昭和59年） |                    | 28,844           |          |
| 1985年（昭和60年） |                    | 30,244           |          |
| 1986年（昭和61年） |                    | 32,496           |          |
| 1987年（昭和62年） |                    | 34,158           |          |
| 1988年（昭和63年） |                    | 35,934           |          |
| 1989年（平成元年） |                    | 35,471           |          |
| 1990年（平成02年） |                    | 36,000           |          |
| 1991年（平成03年） |                    | 36,197           |          |
| 1992年（平成04年） |                    | 35,537           |          |
| 1993年（平成05年） |                    | 35,247           |          |
| 1994年（平成06年） |                    | 35,003           |          |
| 1995年（平成07年） |                    | 35,489           | [ * 1 ]  |
| 1996年（平成08年） |                    | 35,211           |          |
| 1997年（平成09年） |                    | 34,835           |          |
| 1998年（平成10年） |                    | 34,538           | [ * 2 ]  |
| 1999年（平成11年） |                    | 34,389           | [ * 3 ]  |
| 2000年（平成12年） | 68,806             | 34,581           | [ * 3 ]  |
| 2001年（平成13年） | 69,203             | 34,588           | [ * 4 ]  |
| 2002年（平成14年） | 68,940             | 34,475           | [ * 5 ]  |
| 2003年（平成15年） | 70,017             | 34,704           | [ * 6 ]  |
| 2004年（平成16年） | 71,034             | 35,601           | [ * 7 ]  |
| 2005年（平成17年） | 73,650             | 36,608           | [ * 8 ]  |
| 2006年（平成18年） | 74,609             | 37,075           | [ * 9 ]  |
| 2007年（平成19年） | 75,008             | 37,190           | [ * 10 ] |
| 2008年（平成20年） | 74,769             | 37,061           | [ * 11 ] |
| 2009年（平成21年） | 73,014             | 36,510           | [ * 12 ] |
| 2010年（平成22年） | 72,532             | 35,944           | [ * 13 ] |
| 2011年（平成23年） | 71,255             | 35,239           | [ * 14 ] |
| 2012年（平成24年） | 70,858             | 35,081           | [ * 15 ] |
| 2013年（平成25年） | 71,523             | 35,402           | [ * 16 ] |
| 2014年（平成26年） | 69,368             | 34,365           | [ * 17 ] |
| 2015年（平成27年） | 69,870             | 34,588           | [ * 18 ] |
| 2016年（平成28年） | 70,204             |                  |          |

## 車站周邊
本站位於金澤區的中心地帶。除了西方的釜利谷等地有大型住宅區，還有金澤自然公園與橫濱市立金澤動物園、站名由來的神奈川縣立金澤文庫等觀光景點。另外還有金澤檢車區等許多京急相關設施。

### 京濱急行電鐵相關設施
- 金澤文庫運轉區
- 金澤文庫乘務區
- 金澤文庫保線區
- 土木工事區
- 建築工事區
- 金澤文庫電力區
- 金澤文庫通信區
- 金澤檢車區（日语：金沢検車区）

### 東口
- 京急MEMORIAL（日语：京急メモリアル）金沢文庫斎場
- 京急キッズランド金沢文庫保育園
- 京急sunny-mart（日语：京急サニーマート）
  - 京急store（日语：京急ストア）
  - 京急HAUTSU（日语：京急サニーマート）
- 景翠會金澤醫院
- Union Center（ユニオンセンター）
- 金澤區綜合廳舍
  - 金澤區役所
  - 橫濱市金澤消防署
  - 金澤公會堂
- 神奈川縣金澤警察署（日语：金沢警察署）
- 金澤警察署金澤文庫駅前交番
- 橫濱金澤郵便局（日语：横浜金沢郵便局）
  - 郵貯銀行橫濱金澤店
- 橫濱金澤文庫郵便局
- NTT橫濱金澤大樓
- 三井住友銀行金澤文庫支店
- 里索那銀行上大岡支店金澤文庫出張所
- 稱名寺
  - 金澤文庫
- 國道16號（橫須賀街道）

### 西口
- APiTA金澤文庫店（日语：アピタ金沢文庫店）
- 綜合車輛製作所本社、橫濱事業所
- 橫濱市立釜利谷東小學校
- 橫濱市立金澤中學校（日语：横浜市立金沢中学校）
- 金澤文庫站前郵便局
- 瑞穗銀行金澤文庫支店
- 三菱東京UFJ銀行金澤文庫站前支店
- 橫濱銀行金澤文庫支店
- Hac Drug
- 金澤文庫醫院

### 巴士路線
本站主要以京濱急行巴士（由子公司運行）的路線巴士為主，也有大新東的路線巴士。另外，本站也是新橋站與品川站的深夜急行巴士終點站。
西口與東口都有巴士總站，另外國道16號上還有金澤文庫巴士站。

#### 金澤文庫站西口
主要開往車站西側的住宅區與學校、自然公園。
| 乘車處 | 路線                                   | 系統         | 行經                                          | 目的地                   | 運行業者     |
| ------ | -------------------------------------- | ------------ | --------------------------------------------- | ------------------------ | ------------ |
| 1號    | 澤木谷、野村住宅線                     | 文1          | 赤井、宮谷                                    | 野村住宅中心             | 橫濱京急巴士 |
| 1號    | 澤木谷、野村住宅線                     | 文2          | 赤井、宮谷                                    | 野村住宅南口             | 橫濱京急巴士 |
| 1號    | 澤木谷、野村住宅線                     | 文3          | 赤井、宮谷                                    | 野村住宅中心 公園城入口  | 橫濱京急巴士 |
| 1號    | 澤木谷、野村住宅線                     | 文21（急行） | 北谷、夏山                                    | 金澤動物園               | 橫濱京急巴士 |
| 1號    | 坂本、夏山循環                         | 文22         | 夏山下、望美台                                | 金澤文庫站西口           | 橫濱京急巴士 |
| 2號    | 高舟台循環線、八景台住宅線             | 文10         | 赤井、白山道、高舟台                          | 金澤文庫站西口           | 橫濱京急巴士 |
| 2號    | 高舟台循環線、八景台住宅線             | 文10         | 赤井、白山道、Wood Park（ウッドパーク）入口   | 高舟台                   | 橫濱京急巴士 |
| 2號    | 高舟台循環線、八景台住宅線             | 文10         | 赤井、小泉、白山道                            | 八景台住宅               | 橫濱京急巴士 |
| 2號    | 高舟台循環線、八景台住宅線             | 文20         | 釜利谷東小學校前、白百合幼稚園、高舟台        | 金澤文庫站西口           | 橫濱京急巴士 |
| 2號    | 白山道循環線                           | 文5          | 小泉、白山道、六浦、金澤八景 （小泉迴轉）     | 金澤文庫站西口           | 橫濱京急巴士 |
| 2號    | 白山道循環線                           | 文6          | 金澤區綜合廳舍前、金澤八景、六浦 （六浦迴轉） | 金澤文庫站西口           | 橫濱京急巴士 |
| 3號    | 澤木谷、野村住宅線                     | 文7          | 釜利谷東小學校前、小泉                        | 關東學院大學金澤文庫校區 | 橫濱京急巴士 |
| 4號    | Radiant City（レイディアントシティ）線 | 金02         | 白百合幼稚園前、Radiant City Cartier 2前      | Radiant City Cartier 5前 | 大新東巴士   |
| 4號    | Radiant City（レイディアントシティ）線 | 金03         | 赤坂、白百合幼稚園前 Radiant City Cartier 2前 | Radiant City Cartier 5前 | 大新東巴士   |
| 5號    | 富岡、洋光台線                         | 富3          | 宮谷、冰取澤                                  | 京急富岡站               | 橫濱京急巴士 |
| 5號    | 富岡、洋光台線                         | 107          | 冰取澤、下谷、栗木                            | 洋光台站                 | 橫濱京急巴士 |
| 5號    | 能見台線、能見台5丁目線                | 文8          | 釜利谷高校、City能見台西                      | 能見台車庫前             | 橫濱京急巴士 |
| 5號    | 能見台線、能見台5丁目線                | 文9          | 釜利谷高校、能見台5丁目                       | 冰取澤高校               | 橫濱京急巴士 |

#### 金澤文庫站（東口）
主要開往車站東方、金澤海岸線沿線工業園區。
| 乘車處 | 路線                 | 系統 | 行經                                                   | 目的地     | 運行業者     |
| ------ | -------------------- | ---- | ------------------------------------------------------ | ---------- | ------------ |
| 4號    | 柴町線               | 文13 | 寺前、稱名寺                                           | 柴町       | 橫濱京急巴士 |
| 4號    | 金澤工業團地線       | 文16 | 西柴4丁目、文庫小學校                                  | 海之公園   | 橫濱京急巴士 |
| 4號    | 金澤工業團地線       | 文17 | 西柴4丁目、文庫小學校、金澤工業團地、文庫小學校        | 金澤文庫站 | 橫濱京急巴士 |
| 4號    | 金澤工業團地線       | 文18 | 西柴4丁目、文庫小學校                                  | 東柴町     | 橫濱京急巴士 |
| 4號    | 金澤工業團地線       | 文19 | 西柴4丁目、文庫小學校、福浦海岸、直升飛機場、西柴4丁目 | 金澤文庫站 | 橫濱京急巴士 |
| 4號    | 車庫 - 野島 - 文庫線 | 文15 | 金澤區綜合廳舍前、町屋、平潟、夕照橋、日產自動車       | 追濱車庫前 | 橫濱京急巴士 |

#### 金澤文庫（國道）
設於車站東方的國道16號上。本公車站除了東口路線，還有未停靠站前總站的路線巴士。以下表格為不在金澤文庫站東口停靠的路線（但平日21時～22時的橫濱京急巴士4系統－經杉田往磯子線停靠東口）。
| 乘車處     | 路線   | 系統 | 行經                             | 目的地                                  | 運行業者     |
| ---------- | ------ | ---- | -------------------------------- | --------------------------------------- | ------------ |
| 國道（北） | 磯子線 | 4    | 鳥見塚、杉田                     | 磯子站                                  | 橫濱京急巴士 |
| 國道（北） | 無編號 | 94   | 谷津坂、分中心（サブセンター）前 | 富岡巴士總站                            | 橫濱市營巴士 |
| 國道（南） | 磯子線 | 4    | 町屋、金澤八景、雷神社           | 追濱車庫前 （追濱站、追濱日產自動車前） | 橫濱京急巴士 |
| 國道（南） | 無編號 | 94   | 君崎                             | 金澤區綜合廳舍前                        | 橫濱市營巴士 |

## 相鄰車站
京濱急行電鐵
 本線
□早晨翼號
上大岡（KK44） ← 金澤文庫（KK49） ← 橫須賀中央（KK59）
□京急翼號
上大岡（KK44） → 金澤文庫（KK49） → 金澤八景（KK50）
■快特、■快特（此站以北）／特急（此站以南）、■特急（逗子線方向的特急往金澤八景方向自此站起各站停車）
上大岡（KK44）－金澤文庫（KK49）－金澤八景（KK50）
■機場急行、■普通
能見台（KK48）－金澤文庫（KK49）－金澤八景（KK50）

## 外部連結
- 金澤文庫站（各站資訊） - 京濱急行電鐵